# BNK Financial Group
BNK Financial Group — корейская финансовая группа, включающая Busan Bank, Kyongnam Bank и несколько финансовых компаний. Штаб-квартира расположена в Пусане. В списке Forbes Global 2000 за 2021 год банк занял 1378-е место (362-е по активам).
BS Financial Group была создана 15 марта 2011 года на основе Busan Bank, основанного в 1967 году в Пусане, крупнейшем порту и втором по значимости городе Республики Корея. В 2014 году в состав группы вошёл Kyongnam Bank (основан в 1970 году), в связи с чем название группы в 2015 году было изменено на BNK Financial Group.
Сеть группы насчитывает 473 отделения, из них 59 в других странах: 40 в Мьянме, 10 в Камбодже, по 2 в Лаосе и КНР, по одному в Казахстане, Узбекистане, Индии, Вьетнаме. Из активов 114 трлн вон ($104 млрд) 86 трлн составили выданные кредиты; принятые депозиты составили 83 трлн.